# Les Planches-en-Montagne
Les Planches-en-Montagne é uma comuna francesa na região administrativa de Borgonha-Franco-Condado, no departamento de Jura. Estende-se por uma área de 13,48 km². Em 2010 a comuna tinha 165 habitantes (densidade: 12,2 hab./km²).